# Philoponella tingens
Philoponella tingens es una especie de araña araneomorfa del género Philoponella, familia Uloboridae. Fue descrita científicamente por Chamberlin & Ivie en 1936.
Habita desde Costa Rica hasta Colombia.